# Wahlsystem in Portugal
Das Wahlsystem in Portugal beschreibt das Wahlsystem der Republik Portugal. Es entstand nach der Nelkenrevolution 1974 und ist in der Verfassung Portugals seit 1976 verankert.
Zuständig für die Durchführung ist die Secretaria Geral da Administração Interna (port. für: „Generalsekretariat für die interne Verwaltung“), das Staatssekretariat im portugiesischen Innenministerium (Ministério da Administração Interna).
Die Comissão Nacional de Eleições (port. für: „Nationale Wahlkommission“) kontrolliert die Unabhängigkeit und Rechtmäßigkeit der Wahlen in Portugal.

## Rahmenbedingungen

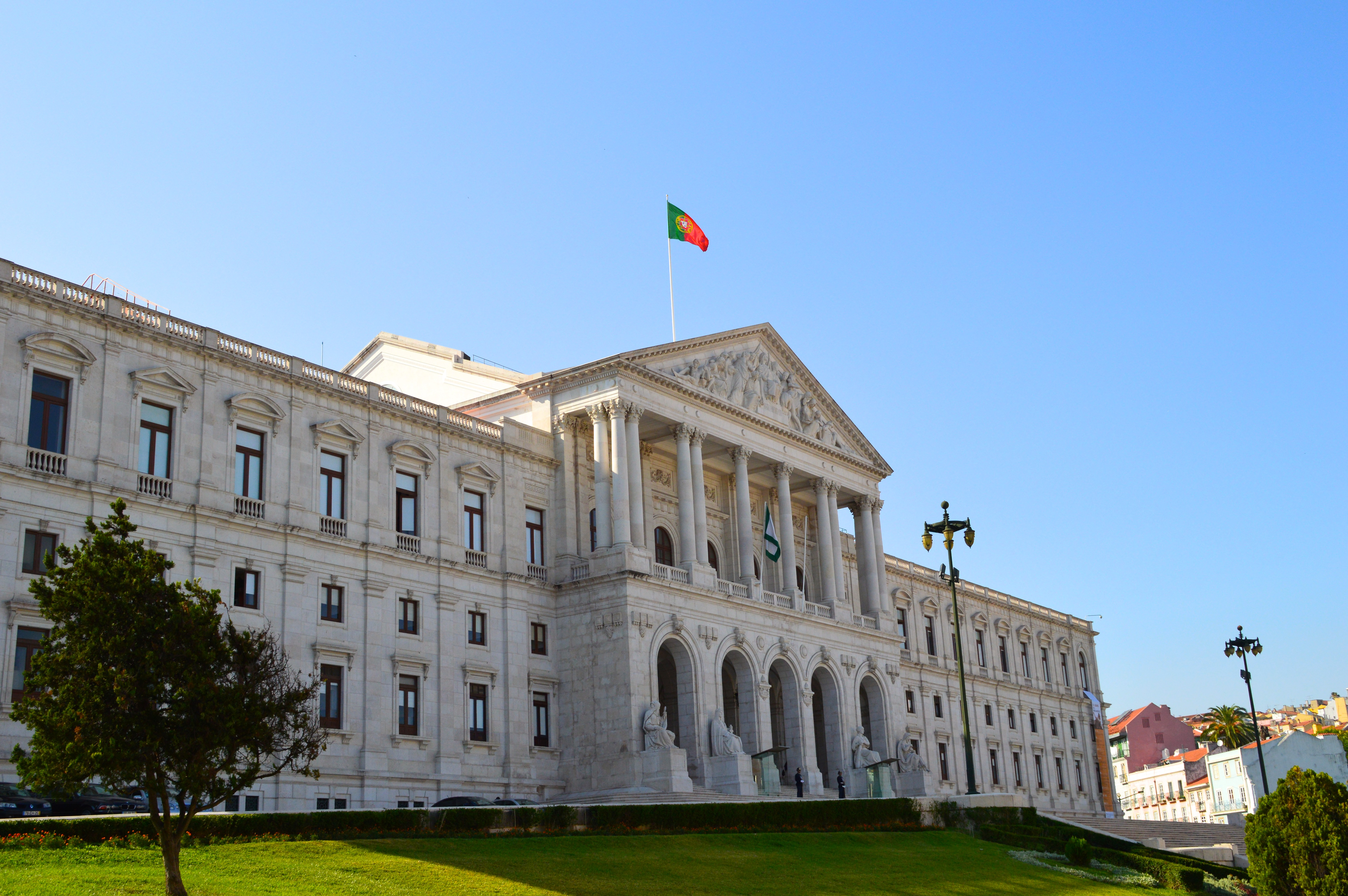
Der Palácio de São Bento, Sitz des portugiesischen Parlaments seit 1834, Sitz der Assembleia da República seit der Ausrufung der Republik 1910

Das Parlament der Portugiesischen Republik besteht aus einer einzigen Kammer, der Versammlung der Republik, die seit 1991 aus 230 Mitgliedern besteht und direkt von den mindestens 18 Jahre alten Bürgern für vier Jahre gewählt wird. Vorzeitige Neuwahlen sind möglich. Die Mitglieder der Versammlung vertreten das gesamte Land und nicht die Wahlkreise, in denen sie gewählt wurden.

## Wahlsystem
Jeder der achtzehn Verwaltungsbezirke Portugals sowie jede der beiden autonomen Regionen des Landes – die Azoren und Madeira – ist ein Wahlkreis. Portugiesische Wähler mit Wohnsitz außerhalb des Staatsgebiets sind in zwei Wahlkreise – Europa und die übrige Welt – eingeteilt, von denen jeder zwei Mitglieder der Versammlung wählt, die damit die Auslandsportugiesen im Parlament repräsentieren. Die restlichen 226 Sitze werden gemäß der Zahlen der Wahlberechtigten nach dem D’Hondt-Verfahren auf die Wahlkreise verteilt. Die mit Abstand größten Wahlkreise sind Lissabon und Porto (2019: 48 beziehungsweise 40 Sitze), während auf die meisten der übrigen Wahlkreise nur jeweils zwei bis sechs Sitze entfallen.
In den Wahlkreisen können die Parteien bis zum 55. Tag vor der Wahl Kandidatenlisten einreichen. Auch gemeinsame Listen mehrerer Parteien sind möglich.  Der Wähler hat eine Stimme, mit der er eine Liste wählt; Stimmen für einzelne Kandidaten sind nicht möglich. Im Wahlkreis werden die Sitze nach dem D’Hondt-Verfahren auf die Listen verteilt. Die auf die Liste entfallenen Sitze besetzen ihre Kandidaten in der in der Liste festgelegten Reihenfolge.  Es gibt keine ausdrückliche Sperrklausel. Im Wahlkreis Lissabon werden etwa 2 % der Stimmen für einen Sitz benötigt, während hierzu in kleinen Wahlkreisen deutlich über 10 % erforderlich sein können.

## Regierungsbildung
Regierungen benötigen für die Amtsübernahme keine absolute Mehrheit der Versammlung, da selbst wenn die Zahl der Gegner der Regierung größer ist als die der Anhänger, die Zahl der Oppositionellen gleich oder größer als 116 (absolute Mehrheit) sein muss, damit sowohl das Programm der Regierung abgelehnt als auch ein Misstrauensantrag angenommen werden kann.

## Wahlen
Freie Wahlen gab es nach dem Ende der semi-faschistischen Estado Novo-Diktatur 1974 folgende:

### Parlamentswahlen

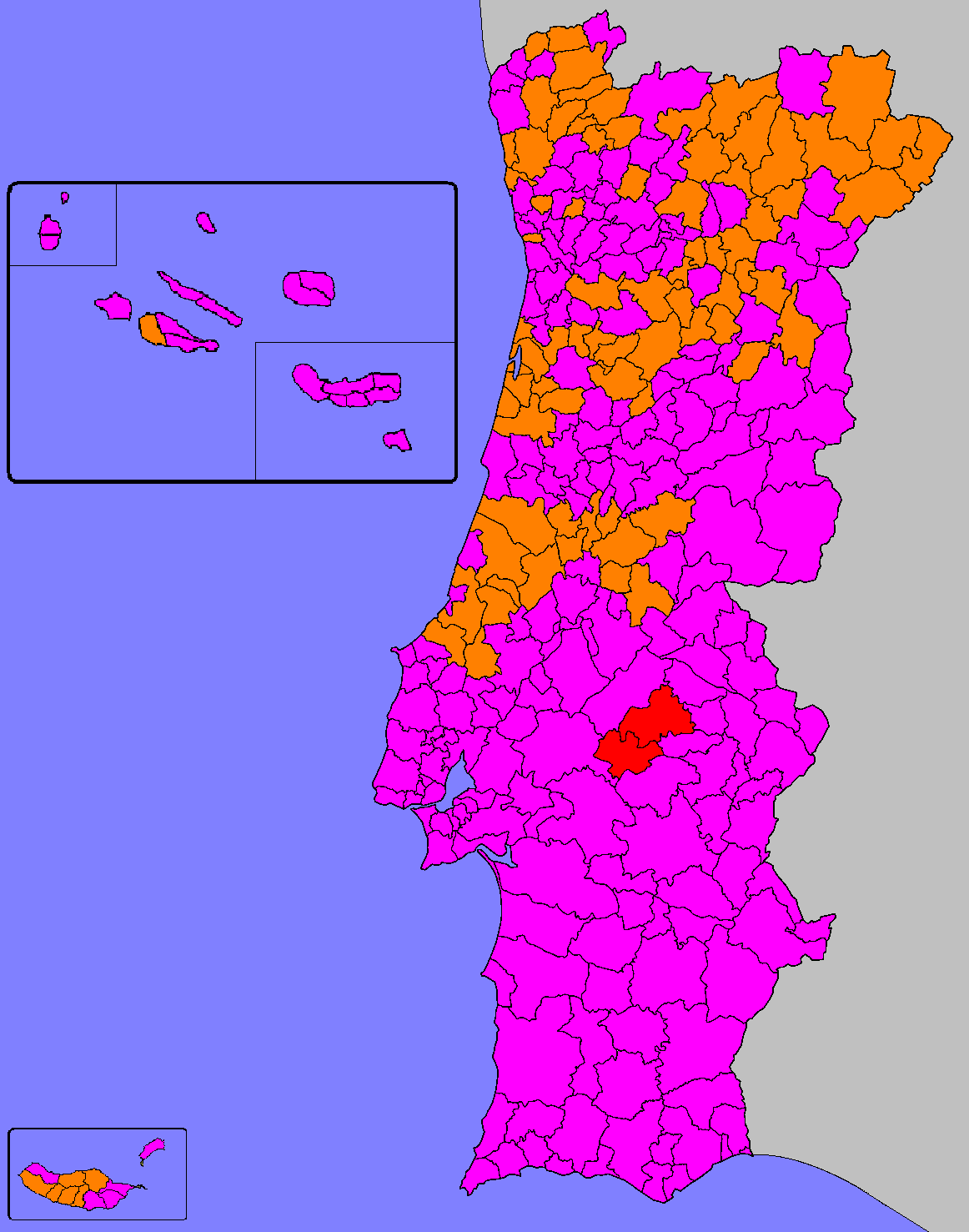
Parlamentswahlen 2019, mit allen Kreisen in der Farbe des jeweiligen Gewinners (rosa: PS, orange: PSD, rot: CDU)

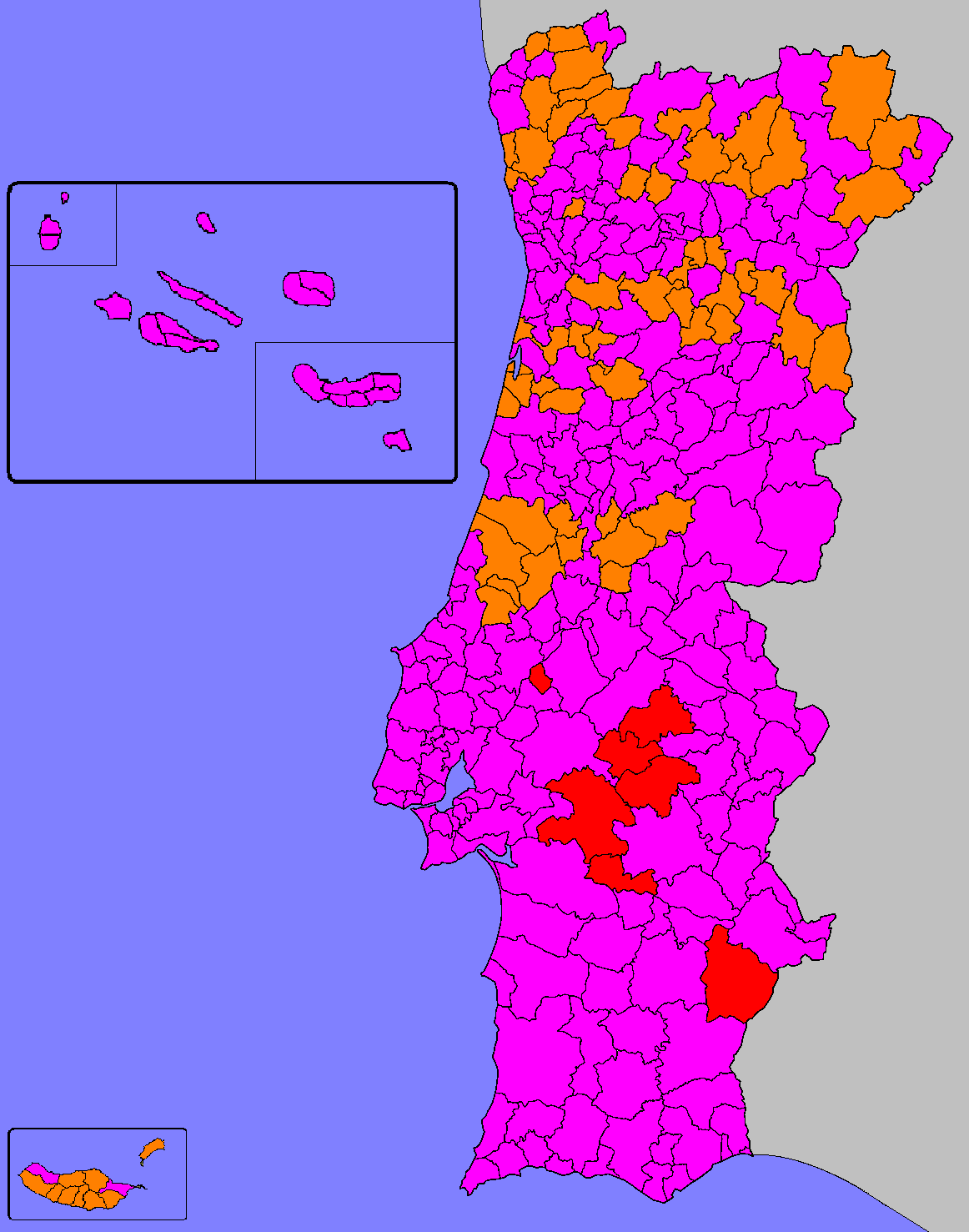
Karte aller portugiesischen Wahlkreise in der Farbe des jeweiligen Gewinners (rosa: PS, orange: PSD, rot: CDU)

- Parlamentswahl in Portugal 1976
- Parlamentswahl in Portugal 1979
- Parlamentswahl in Portugal 1980
- Parlamentswahl in Portugal 1983
- Parlamentswahl in Portugal 1985
- Parlamentswahl in Portugal 1987
- Parlamentswahl in Portugal 1991
- Parlamentswahl in Portugal 1995
- Parlamentswahl in Portugal 1999
- Parlamentswahl in Portugal 2002
- Parlamentswahl in Portugal 2005
- Parlamentswahl in Portugal 2009
- Parlamentswahl in Portugal 2011
- Parlamentswahl in Portugal 2015
- Parlamentswahl in Portugal 2019
- Parlamentswahl in Portugal 2022
- Parlamentswahl in Portugal 2024

### Europawahlen
Portugal trat 1986 der heutigen Europäischen Union bei.
- Europawahl in Portugal 1987
- Europawahl in Portugal 1989
- Europawahl in Portugal 1994
- Europawahl in Portugal 1999
- Europawahl in Portugal 2004
- Europawahl in Portugal 2009
- Europawahl in Portugal 2014
- Europawahl in Portugal 2019

### Präsidentschaftswahlen
Der Staatspräsident Portugals wird seit der Ausrufung der Ersten Portugiesischen Republik 1910 gewählt.

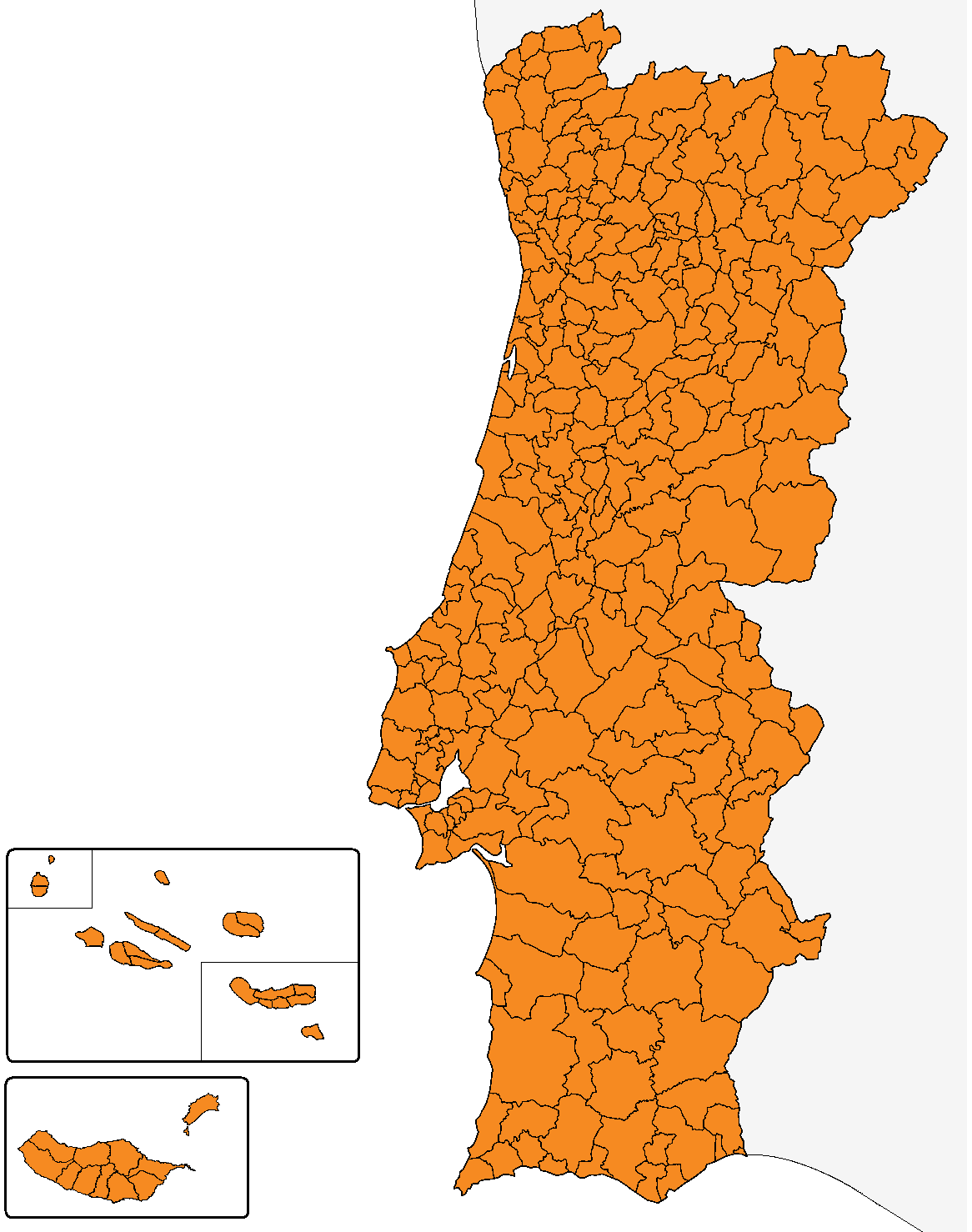
Ergebnisse der Präsidentschaftswahlen 2021: alle Kreise in den Farben der Siegerpartei (orange: PSD)

- Präsidentschaftswahl in Portugal 1911
- Präsidentschaftswahl in Portugal Mai 1915
- Präsidentschaftswahl in Portugal August 1915
- Präsidentschaftswahl in Portugal 1918
- Präsidentschaftswahl in Portugal 1919
- Präsidentschaftswahl in Portugal 1923

- Präsidentschaftswahl in Portugal 1925
- Präsidentschaftswahl in Portugal 1928
- Präsidentschaftswahl in Portugal 1935
- Präsidentschaftswahl in Portugal 1942
- Präsidentschaftswahl in Portugal 1949
- Präsidentschaftswahl in Portugal 1951
- Präsidentschaftswahl in Portugal 1958
- Präsidentschaftswahl in Portugal 1965
- Präsidentschaftswahl in Portugal 1972
- Präsidentschaftswahl in Portugal 1976
- Präsidentschaftswahl in Portugal 1980
- Präsidentschaftswahl in Portugal 1986
- Präsidentschaftswahl in Portugal 1991
- Präsidentschaftswahl in Portugal 1996
- Präsidentschaftswahl in Portugal 2001
- Präsidentschaftswahl in Portugal 2006
- Präsidentschaftswahl in Portugal 2011
- Präsidentschaftswahl in Portugal 2016
- Präsidentschaftswahl in Portugal 2021

### Kommunalwahlen
Die ersten Kommunalwahlen in Portugal (port. Eleições autárquicas) nach der Nelkenrevolution 1974 fanden nach der territorialen Neuregelung durch die Verfassung Portugals 1976 statt, die die Verwaltungsgliederung Portugals reformierte.

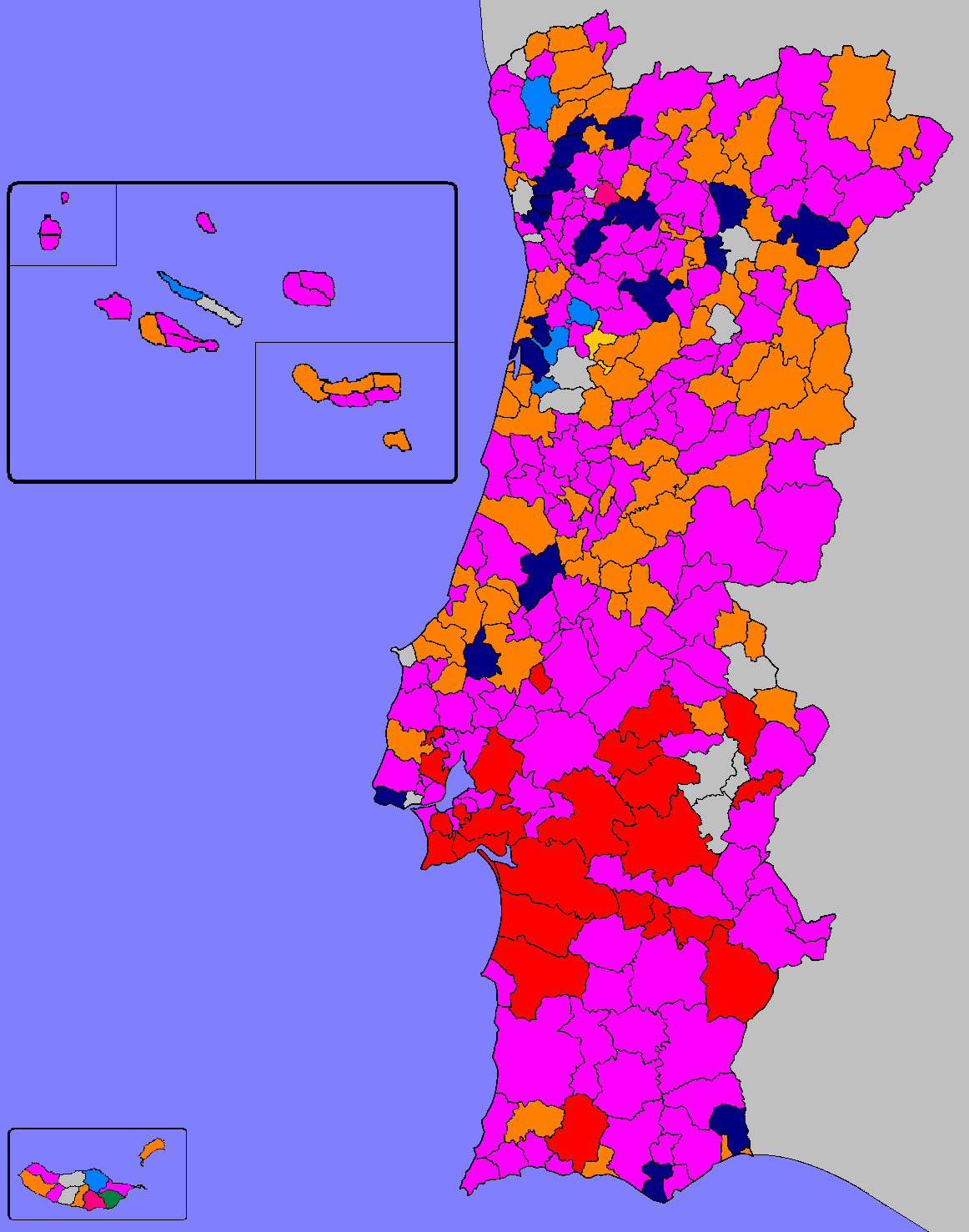
Kommunalwahlen 2017: alle Kreise des Landes in den Farben der jeweiligen Siegerpartei

- Kommunalwahlen in Portugal 1976
- Kommunalwahlen in Portugal 1979
- Kommunalwahlen in Portugal 1982
- Kommunalwahlen in Portugal 1985
- Kommunalwahlen in Portugal 1989
- Kommunalwahlen in Portugal 1993
- Kommunalwahlen in Portugal 1997
- Kommunalwahlen in Portugal 2001
- Kommunalwahlen in Portugal 2005
- Kommunalwahlen in Portugal 2009
- Kommunalwahlen in Portugal 2013
- Kommunalwahlen in Portugal 2017
- Kommunalwahlen in Portugal 2021